# Meniscomorpha pulchra
Meniscomorpha pulchra är en stekelart som beskrevs av Otto Schmiedeknecht 1907. Meniscomorpha pulchra ingår i släktet Meniscomorpha och familjen brokparasitsteklar. Inga underarter finns listade i Catalogue of Life.